# Al-Mahdi
al-Mahdī, laqab di Abū ʿAbd Allāh Muhammad ibn ʿAbd Allāh al-Manṣūr (in arabo ﺍﺑﻮ ﻋﺒﺪ الله ﻣﺤﻤﺪ ﺑﻦ ﻋﺒﺪ الله ﺍﻟﻤﻨﺼﻮﺭ‎?; Baghdad, 743/745 – Māsabadhān, 4 agosto 785), fu il terzo Califfo abbaside, figlio di al-Manṣūr, e regnò tra il 775 e il 785.
Nato dal Califfo al-Manṣūr, il giovane Muhammad fece la sua prima esperienza in politica operando come Wālī del padre a Rayy.

## Origine del suolaqab
Molto amato dal padre, che non sapeva negargli nulla e che vedeva nel figlio un suo degno erede, al-Mahdī assai più benvoluto di lui dai sudditi per la sua nobiltà d'animo, la sua generosità (il padre, molto accorto nelle spese, acconsentiva a qualsiasi richiesta in denaro il figlio gli avanzasse), il suo coraggio e la sua avvenenza fisica. Al-Mahdī ricevette il proprio laqab dal padre che in tal modo volle controbattere alla pretesa dei seguaci dell'alide Muhammad ibn ʿAbd Allāh, detto al-Nafs al-Zakiyya (L'Anima Pura), che il loro paladino fosse l'atteso Mahdi, destinato a restaurare il puro Islam, inquinato dalla malvagità umana (nel suo caso del Califfo al-Mansūr che, a dire degli Alidi, avrebbero usurpato il titolo califfale all'Ahl al-Bayt dopo la comune battaglia contro il nemico omayyade).
Una tradizione vuole infatti (fino al giorno d'oggi) che il Mahdi debba portare lo stesso nome e l'identico nasab del Profeta dell'Islam. Quello era il caso di al-Nafs al-Zakiyya, ma era anche quello del figlio di al-Mansūr, e il padre, difatti, volle che il figlio portasse il laqab al-Mahdī per disinnescare la potenziale arma propagandistica brandita dai suoi antagonisti.
Nel 764 al-Mansūr riuscì a convincere il nipote ʿĪsā b. Mūsā a rinunciare al suo diritto a succedere allo zio, grazie a generosi donativi nella regione a occidente di Kufa. Il giovane al-Mahdī divenne quindi walī l-ʿahd e poté quindi assumere il potere califfale senza problemi alla morte del padre nel 775.

## Caratteristiche del suo Califfato
Il suo regno fu caratterizzato da moderazione e da buon senso. Innanzi tutto verso i "parenti" alidi, nei confronti dei quali al-Mahdī - al contrario di al-Mansūr - espresse tutta la sua benevolenza, sia con generose elargizioni (circa 30 milioni di dirham) alle popolazioni Mecca e Medina, dove gli Alidi contavano il maggior numero di simpatizzanti, sia con la distribuzione ad essi di lucrosi incarichi a corte, specialmente a Yaʿqūb b. Dāwūd, nominato consigliere personale del Califfo.
Durante il suo Califfato cominciò ad esprimersi con tutta la sua forte potenzialità disgregativa la contrapposizione tutta iranica fra l'ambiente dell'amministrazione (il cosiddetto dīwān), gestito dalla famiglia dei Barmecidi, e quello militare della cosiddetta Khurāsāniyya, che aveva garantito la vittoria abbaside all'epoca di Abu l-Abbas al-Saffah e di suo fratello al-Mansur (padre di al-Mahdī).
Il primo era infatti favorevole a una politica sostanzialmente di pace e di ordinato sviluppo della ricchissima, ma ancora alquanto disordinata, società califfale, mentre la seconda era comprensibilmente orientata a riprendere in pieno la politica bellicistica ed espansionistica che aveva fruttato in passato grandissimi bottini e onori.

## Lo scontro tradīwāne militari
Una piega negativa questa sotterranea tensione la conobbe grazie all'imprudente educazione che al-Mahdī volle far impartire ai suoi due figlioli avuti dalla sposa yemenita Khayzurān. Il primogenito Mūsā, il futuro al-Hādī, fu infatti seguito in modo particolare dall'ambiente dei militari, che così speravano di far prevalere i loro orientamenti nel momento in cui al-Hādī fosse succeduto al padre, mentre suo fratello Hārūn, il futuro al-Rashīd, fu accudito dall'ambiente dei Barmecidi e, in particolare, dal suo tutore Yahyā b. Khālid al-Barmakī.
Si dice che la madre dei due giovani prediligesse Hārūn, ritenendolo maggiormente dotato di Mūsā e che insistesse col marito affinché mutasse di conseguenza l'ordine di successione al Califfato.
Non abbiamo precise notizie in merito, ma certo il sospetto che l'ambiente dei militari fosse particolarmente scontento non può essere trascurato nel leggere l'improvvisa morte di al-Mahdi che, il 4 agosto del 785 fu trovato morto, col cranio fratturato, mentre era intento in una battuta di caccia a Māsabadhān, sui Monti Zagros: attività da lui particolarmente amata. L'assenza di testimoni e la spiegazione che la frattura sarebbe stata prodotta da un violento urto contro un grosso ramo di albero, mentre era all'inseguimento della sua preda, autorizzano i più forti dubbi dello storico imparziale, tanto più che un'altra tradizione parla invece di morte evidentemente violenta procuratagli col veleno da parte di una sua schiava, gelosa dei favori concessi dal Califfo a una sua altra concubina.